# Blind i Gaza
Blind i Gaza (original: Eyeless in Gaza) är en roman från 1936 av Aldous Huxley. Titeln kommer från en strof i John Miltons Samson Agonistes.
Kapitlen i boken är inte ordnade kronologiskt. Sybille Bedford, som skrev en biografi över honom, menar att romanfiguren Mary Amberley delvis var inspirerad av hennes mor, som var morfinmissbrukare, och som Huxley kände eftersom de var grannar i södra Frankrike. 